# Göran Larsson (religionshistoriker)
Göran Larsson, född 11 november 1970 i Kungälv, är en svensk religionsvetare och professor i religionsvetenskap vid Göteborgs universitet.
Larsson påbörjade sina forskarstudier år 1995 och  disputerade 2000 på en avhandling om ideologi och historia under århundradena efter 711 i Al-Andalus, den region och epok då muslimer kontrollerade Iberiska halvön. Han har sedan forskat framför allt om islam och muslimer i Europa både i historia och nutid. Han medverkade i Imamutbildningsutredningen som avrapporterades i SOU 2009:52. Tillsammans med andra religionsvetare har han startat och utvecklat bloggen Religionsvetenskapliga kommentarer med syfte att belysa och analysera offentlig diskussion om religion i Sverige.
2012 utnämndes han till professor i religionsvetenskap med inriktning mot religionshistoria vid Göteborgs Universitet. I september 2012 fick han ett 16-månaders förordnande som forskare för SST - Myndigheten för stöd till trossamfund - för att bidra till myndighetens ambition att ha expertkunskap när det gäller allmänna trossamfunds- och religionsfrågor samt projekt. Flera av hans insatser finns tillgängliga i myndighetens skriftserie. På liknande sätt har han bistått MSB - Myndigheten för samhällsskydd och beredskap, med expertkunskap om utresandeproblematiken där svenska reser till konfliktområden för att ansluta sig till terrorklassade organisationer.
Sedan 2015 är Larsson knuten till Segerstedtinstitutet. I januari 2017 utnämndes han till prodekan vid Humanistiska fakulteten, Göteborgs universitet.
Sedan 2023 är Larsson även gästprofessor vid Akademin för polisiärt arbete på Högskolan i Borås. 
Larssons vetenskapliga publicering har (2024) enligt Google Scholar över 1800 citeringar och ett h-index på 25, medan publiceringen (2024) enligt Scopus har drygt 400 citeringar och ett h-index på 12.